# Mestna hiša, Johannesburg
Mestna hiša v Johannesburgu je edvardijanska stavba, ki jo je leta 1914 zgradilo gradbeno podjetje Hawkey in McKinley. Načrt za stavbo je bil izdelan leta 1910, gradnja pa se je začela leta 1913 in končala leta 1914. Trenutno v stavbi deluje zakonodaja province Gauteng. Mestna hiša je na svojih stopnicah doživela številne politične dogodke od protestnih srečanj do eksplozije bombe leta 1988.

## Zgodovina
Leta 1909 je bil razpisan natečaj za načrtovanje nove mestne hiše. Sodelovati so smeli le južnoafriški arhitekti, prispevke pa je ocenjeval Leonard Stokes, podpredsednik Kraljevega inštituta britanskih arhitektov, odločitev pa je bila sprejeta marca 1910.:244 Arhitekturno podjetje iz Cape Towna, Hawke in McKinlay, je zmagalo na natečaju za načrtovanje nove stavbe, vendar je trajalo do 17. februarja 1912, preden Mattheus Meischke je prejel razpis za gradnjo stavbe, ki bi stala 503.000 GBP. Izbrano mesto je bil vzhodni konec Market Square, kjer je mestni svet Johannesburga eno polovico kupil od južnoafriške vlade, nato pa je slednji podaril drugo polovico pod pogojem, da je bila zgrajena mestna hiša. 29. novembra Leta 1910 je temeljni kamen mestne hiše položil princ Arthur, vojvoda Connaught in Strathearn na zemljišču, prej znanem kot Market Square. Mestno hišo, dokončano decembra 1914, je 7. aprila 1915 uradno odprl južnoafriški generalni guverner Lord Buxton, ki ji je graditelj Mattheus Meischke podelil zlati ključ, stavba pa je bila za javnost odprta dva dni. Stavba je bila uradno v uporabi že prej, saj je bila odprta 26. januarja. 1915.
5. septembra 1928 je Johannesburg razglasil za mesto s strani upravitelja Transvaala, J. H. Hofmeyerja pred množico, zbrano na trgu današnje mestne hiše. Leta 1937 je bila mestna hiša podvržena nadaljnji gradnji, ko so stolp razstavili in stavbi dodali dodatno nadstropje, nato pa stolp ponovno zgradili. 12. oktobra 1979 je bila mestna hiša razglašena za nacionalni spomenik. Po južnoafriških volitvah leta 1994 se je zakonodajno telo province Gauteng preselilo iz Pretorie v Johannesburg in 21. oktobra 1995 je mestna hiša postala njegov novi dom. Mestni svet Johannesburga je novembra 2001 prodal mestno hišo za 20 milijonov Ran provincialnemu zakonodajnemu organu Gauteng, pravni prenos pa je bil izveden leta 2003. Prodaja mestne hiše je vključevala tudi parkirno hišo Harryja Hofmeyrja, arhivske prostore Johannesburške mestne knjižnice in vrtove Beyers Naude, ki ležijo med knjižnico in dvorano.

## Zasnova stare stavbe
Slog je opisan kot edvardijanski barok s portikom jonskih stebrov in stolpom z vhodom v obliki polovične kupole, opisan kot neorenesančni. Stavba je zasnovana kot dvopolovična, pri čemer vzhodno stran sestavljajo občinski uradi, ki gledajo na ulico Rissik, in zahodno stran, ki vsebuje mestno hišo, ki gleda na ulico Harrison.
Šestdeset metrov od glavnega vhoda na ulici Rissik je majhen s kamnom tlakovan trg, prvotno z nasadi za rože. Med projektom Civic Spine v letih 1989–91 so ulico Rissik med Mestno hišo in pošto upognili pred trg, da bi na sredini ceste postavili vodnjak in obeliske. Granitne stopnice vodijo do vhoda, sestavljenega iz stebrišča vzdolž celotnega sprednjega dela stavbe in z osrednjim kupolastim stolpom zgoraj. Vhodna veža iz marmorja in mozaikov je imela hodnike, ki so vodili levo in desno do občinskih oddelkov, medtem ko je marmorno stopnišče vodilo v prvo nadstropje, ki je bilo sestavljeno iz dvorane sveta, sob za odbore, svetniške knjižnice in avle z županovim salonom, obrnjenim proti trgu. Dvorana sveta je bila obkrožena z okrasnim ometom in hrastovimi zaključki, prostori za odbore pa so bili podobni. V pritličju pod dvorano sveta je bila dvorana Rates Hall, do katere se je dostopalo s severne in južne strani stavbe na ulicah President in Market. Stavba je imela prvotno odprto dvorišče v center.
Zahodni vhod v President Street je obrnjen proti zdaj preimenovanemu trgu Beyers Naude, za tem pa je mestna knjižnica Johannesburga. Iz te ulice je pet vrat v vhodno dvorano in mestno hišo za njo, medtem ko dve stopnišči na obeh straneh vodita do galerije. V sami dvorani so Orgle obrnjene proti vhodu. Dvorana je okrašena z mavcem, pozlato in lesenim delom. Dostopna s President Street, Selborne Hall je na prvem nadstropju. Orgle za novo dvorano je izdelal Noman & Beard iz Norwicha na podlagi specifikacij dr. Alfreda Hollinsa. Orgle je sestavil A.M.F Tomkins iz Cooper, Gill and Tomkins pod nadzorom Herberta Normana.:424 Orgle so bile prvič odprte za javnost 4. marca 1916 z inavguracijskim recitalom Alfreda Hollinsa. V 1920-ih so jih uporabljali za recitale ob nedeljah zvečer in ob torkih popoldan med kosilom. Orgle so veljale za največje na afriški celini in so bile nekoč druge največje orgle na južni polobli.
Zunanje stene so opečne, vendar obložene z žaganim mejnim kamnom iz Svobodne države, imenovanim Flatpan Freestone. Nekatere strehe so pokrite s ploščicami, prvotno iz zelenih španskih ploščic, zdaj pa so obložene z rdečimi ploščicami, povzetimi v Pretoriji, medtem ko so drugi deli strehe iz cementa in valovite pločevine. Notranje stene so sestavljene iz mavca, mahagonija, hrasta in tikovine, odvisno o lokaciji in uporabi prostorov. Medtem ko se material za tla razlikuje glede na lokacijo in uporabo in je lahko sestavljen iz marmorja, mozaika, ameriške plute in javorja.